# إضراب الطلاب في عام 1970
في أعقاب الغزو الأمريكي لكمبوديا، قتل الحرس الوطني أربعة طلاب في جامعة كينت في 4 مايو 1970 بمدينة كينت في ولاية أوهايو، وقتلت شرطة مدينة جاكسون وقوات الدولة في ولاية ميسيسيبي طالبًا في جامعة جاكسون وأحد المارة من المدرسة الثانوية في مدينة جاكسون، بولاية الميسيسيبي في 15 مايو.
أغلقت أكثر من 450 من الجامعات والكليات والمدارس الثانوية في جميع أنحاء الدولة بسبب الإضرابات والاحتجاجات الطلابية على حد سواء العنيفة وغير العنيفة التي شارك فيها أكثر من 4 ملايين طالبًا.
بينما كانت معارضة اشتراك الولايات المتحدة في حرب فيتنام جياشة في الجامعات الأمريكية على مدى عدة سنوات، وكذلك تم تقديم فكرة عمل إضراب بواسطة القرار الرسمي بإنهاء الحرب في فيتنام، التي دعت لإضراب عام في الخامس عشر من كل شهر حتى انتهاء الحرب، إلا أن مذبحة كينت تبدو أنها من أوقدت الشعلة للطلاب في أنحاء الولايات المتحدة لتبني تكتيك الإضراب.
في 8 مايو، بعد عشرة أيام من إعلان نيكسون غزو كمبوديا (وبعد أربعة أيام من مذبحة كينت)، تجمع 100000 محتج في واشنطن و150000 محتجًا في سان فرانسيسكو. وفي جميع أنحاء الدولة، وجه الطلاب غضبهم لما كان غالبًا أقرب لمنشأة أو كلية أو جامعة عسكرية ــ مكاتب قوات تدريب ضباط الاحتياط (ROTC). وأخبر الجميع أنه تم إتلاف 30 مبنى لقوات تدريب ضباط الاحتياط حرقًا أو تم تفجيرها. ووقعت اشتباكات عنيفة بين الطلاب والشرطة في 26 مدرسة، وتمت تعبئة وحدات الحرس الوطني في 21 جامعة في 16 ولاية.
بالنسبة للجزء الأكبر، بالرغم من ذلك، كانت الاحتجاجات سلمية - ولكن غالبًا متوترة. طلاب جامعة نيويورك، على سبيل المثال، علقوا لافتة من النافذة كان نصها «إنهم لا يستطيعون قتلنا جميعًا».

## رد فعل إدارة نيكسون
كان للاحتجاجات والإضرابات تأثير كبير، وأقنعت العديد من الأميركيين، لا سيما داخل إدارة الرئيس ريتشارد نيكسون، لدرجة أن أصبحت الدولة على وشك التمرد. استعادراي برايس، كاتب الخطابات الرئيسي لنيكسون من 1969 حتى 1974، مظاهرات واشنطن قائلاً «كانت المدينة عبارة عن معسكر مسلح. كان الغوغاء يحطمون النوافذ، ويشقون الإطارات، ويسحبون السيارات الواقفة إلى التقاطعات، ويقذفون بزنبركات الأسرّة من فوق الممرات العلوية لتعطيل المرور أسفلها. وكان هذا الاقتباس، احتجاج طلابي. إنه ليس احتجاجًا طلابيًا، إنه حرب أهلية».
ولم يتم الاكتفاء بنقل نيكسون إلى منتجع كامب ديفيد لمدة يومين لحمايته، بل، كما أوضح تشارلز كولسون (مستشار الرئيس نيكسون من عام 1969 حتى عام 1973)، تم استدعاء الجيش لحماية الإدارة من الطلاب الغاضبين، وتذكر قائلا «كانت الفرقة 82 الجوية في الطابق السفلي من مبنى الأجهزة التنفيذية، لذلك ذهبت إلى أسفل لإجراء محادثات فقط مع بعض الأفراد ومشيت بينهم وكانوا راقدين على الأرض متكئين على ظهورهم وخوذاتهم وأحزمة الخرطوش والبنادق معهم جاهزة، وكنت أفكر 'هذه لا يمكن أن تكون الولايات المتحدة الأمريكية. ليست هذه هي أعظم ديمقراطية حرة في العالم. هذه أمة في حالة حرب مع نفسها».'
دفعت الاحتجاجات الطلابية أيضًا في واشنطن محاولة غريبة ومشهودة من قبل الرئيس نيكسون للتواصل مع الطلاب الساخطين. وكما ذكر المؤرخ ستانلي كارنو في كتابه فيتنام: لمحة تاريخية، أنه في يوم 9 مايو عام 1970 ظهر الرئيس في الساعة 4:15 صباحًا على نصب لنكولن التذكاري لمناقشة الحرب مع 30 طالبًا من المعارضينالذين كانوا يقومون بوقفة احتجاجية هناك. نيكسون «عاملهم بحوار فردي غير متكلف ومتنازل، ليعلن بمحاولة شاقة عن عرضه للخير». وقد تلى نيكسون في الخطاب إجيل كروغ، نائب البيت الأبيض للشؤون الداخلية، الذي كان رأيه مختلفًا عن كارنو، قائلا «أعتقد أن هذا جهد كبير وهام جدًا للتواصل».
في أي شأن لا يمكن لأحد الفريقين إقناع الآخر، وقد أعرب نيكسون بعد الاجتماع مع الطلاب أن هؤلاء ممن هم في الحركة المناهضة للحرب هم بيادق لشيوعيين أجانب.بعد الاحتجاجات الطلابية، طلب نيكسون من هاري روبينز هالدمان دراسة خطة هيوستن، التي قد استخدمت إجراءات غير قانونية لجمع المعلومات عن قادة الحركة المناهضة للحرب. وقد أوقفت مقاومة رئيس مكتب التحقيقات الفيدرالي (FBI) ، جون إدغار هوفر، الخطة.
وكنتيجة مباشرة لإضراب الطلاب، في 13 يونيو 1970، أنشأ نيكسون لجنة رئاسية خاصة باضطراب الجامعات، التي عرفت باسم لجنة سكرانتون، على اسم رئيسها ويليام سكرانتون، الحاكم الأسبق لولاية بنسلفانيا. وقد طلب من سكرانتون دراسة المعارضة والاضطراب، والعنف المندلع بحرم الكليات والجامعات.

## رد فعل معادٍ
أثارت الاحتجاجات الطلابية أنصار حرب فيتنام وإدارة نيكسون للتظاهر من جانبهم. وعلى العكس من الاحتجاجات الطلابية الصاخبة، رأى أنصار الإدارة أنفسهم أنهم «الأغلبية الصامتة» (وهي عبارة صاغها باتريك بوكانان، كاتب خطابات الرئيس نيكسون).
في إحدى الحالات، هاجم عمال بناء في يوم 8 مايو بمدينة نيويورك المحتجين من الطلاب في ما أطلق عليه لاحقًا شغب القبعة الصلبة.